# تساوریت
تساوریت (انگلیسی: Tsavorite) یا تساولیت (tsavolite) یکی از انواع گروسولار گروه گارنت و یک گارنت کلسیم-آلومینیم با فرمول Ca3Al2Si3O12 است. مقادیر اندک وانادیم و کروم باعث ایجاد رنگ سبز در این گوهرسنگ می‌شود.
در سال ۱۹۶۷، گوهرشناس و زمین‌شناس بریتانیایی کمپبل آر. بریجز، نهشته‌های رسوبی از گروسولار سبز را در استان مانیارا در شمال‌شرقی تانزانیا کشف کرد. نمونه‌هایی که او پیدا کرد رنگ بسیار تند و شفافیت بالایی داشتند. وی پس از این کشف به تجارت گوهرسنگ‌ها علاقه‌مند شد و تلاش‌هایی برای صادرات سنگ‌ها انجام شد، اما دولت تانزانیا مجوز این کار را صادر نکرد.